# Nevskij Prospekt (musikgrupp)
Nevskij Prospekt var ett darkwave / goth-band som verkade i Stockholm på 1980-talet.
Bandet bestod av Helene Marianne Jonsson (sång), Helene Hedsund (bas), Kicki Litmo (gitarr, munspel, dragspel) och Pierre Erixon (trummor).
I samband med att de släppte sin LP Nevskij Prospekt (1989) beskrevs deras musik som "vacker och svävande rock med personlig stil och petiska kvaliteter" som "då och då jämförts med engelska Siouxsie and the Banshees".
Deras skiva Sameguld (1991) beskrevs som "bland det mest pretentiösa i textväg" som kombinerat med ett "okritiskt framförande av samma texter" av recensenten uppfattades som en outhärdlig renommesnyltning.
Bandet framträdde i radioprogrammet Lilla Bommen, och spelade på Hultsfredsfestivalen år 1986.

## Diskografi
- Nevskij Prospekt - mini-album, Parabellum Records Para 8, (1989)
- Sameguld, Parabellum Records Para 9, (1991)